# Richard Nový
Richard Nový (ur. 3 kwietnia 1937 w Pradze) – czeski wioślarz reprezentujący Czechosłowację, brązowy medalista olimpijski.
Wystartował w czwórkach ze sternikiem na igrzyskach olimpijskich w Rzymie w 1960, odpadając w półfinałach. Na rozgrywanych cztery lata później igrzyskach olimpijskich w Tokio reprezentacja Czechosłowacji w składzie: Petr Čermák, Jiří Lundák, Jan Mrvík, Július Toček, Josef Věntus, Luděk Pojezný, Bohumil Janoušek, Richard Nový i Miroslav Koníček (sternik) zdobyła brązowy medal w ósemkach. W wyścigu finałowym o 6,88 sekundy przegrali z osadą USA i 1,82 sekundy z osadą Wspólnej Reprezentacji Niemiec. 
W tej samej konkurencji zdobył też brązowy medal na mistrzostwach Europy w Kopenhadze (1963).
Po zakończeniu kariery studiował inżynierię w Wyższej Szkole Przemysłowej w Pradze. Następnie był wykładowcą na Wydziale Mechanicznym Politechniki Czeskiej w Pradze.